# Лундошка
Лундошка (Лундушка, Лундожма) — река в Вытегорском районе Вологодской области России, левый приток Андомы.
Вытекает из болота на территории Саминского сельского поселения, течёт на юг и впадает в Андому в 112 км от её устья на территории Андомского сельского поселения. Длина реки составляет 18 км, площадь водосборного бассейна — 72,8 км². Населённых пунктов на берегах нет. 

## Данные водного реестра
По данным государственного водного реестра России относится к Балтийскому бассейновому округу, водохозяйственный участок реки — Бассейн Онежского озера без рек Шуя, Суна, Водла и Вытегра, речной подбассейн реки — Свирь (включая реки бассейна Онежского озера). Относится к речному бассейну реки Нева (включая бассейны рек Онежского и Ладожского озера).
Код объекта в государственном водном реестре — 01040100612102000017253.